# Александр II (папа римский)
Александр II (лат. Alexander PP. II, в миру Ансельмо да Баджо, итал. Anselmo de Baggio; 1010/1015 — 21 апреля 1073) — Папа римский с 30 сентября 1061 года по 21 апреля 1073 года.

## Ранние годы
Ансельмо родился в городке Баджо недалеко от Милана, завершил учебу в клюнийской школе Ланфранка в аббатстве Ле-Бек.
В 1057 году он был назначен епископом Лукки под именем Ансельмо I. Он распорядился перестроить городской собор. Ансельмо поддержал идеи Григория VII и возглавил патарию Милана — народное движение против симонии и безнравственности духовенства.

## Избрание
Восхождение на папский престол Ансельмо было инициировано Хильдебрандом, который действовал в соответствии с указами 1059 года. Александр II стал первым папой, который избирался на собрании кардиналов, без вмешательства немецкого императора. Он также не отрекся от престола Лукки, который занимал до своей смерти. На момент своего избрания он был кардиналом. Александр II боролся за безбрачие духовенства и против симонии.

### Борьба с антипапой Гонорием II
Избрание Александра не было санкционировано правительницей Священной Римской империи, Агнесой де Пуатье, вдовой императора Генриха III и матерью будущего императора Генриха IV. Агнеса, в соответствии с практикой, применявшейся при предыдущих выборах, предложила другого кандидата, епископа пармского Кадало, который на совете в Базеле был провозглашен папой Гонорием II. Гонорий со сторонниками двинулся на Рим и в течение длительного времени угрожал позициям Александра.
На созванном в 1062 году архиепископом Кёльна Анно II церковном собрании избрание Гонория было объявлено незаконным, и Александр II всеми единогласно признан папою. Решение церковных вопросов, постановления относительно инвеституры и целибата, так же как и все мероприятия, клонившиеся к унижению Генриха IV, хотя и принимались, по-видимому, Александром II, но на самом деле исходили от кардинала Гильдебранда (позднее папа Григорий VII), его канцлера и непосредственного преемника, который уже тогда был душою всего папского управления.

### Отношения с императором Священной Римской империи
Позже папа Александр вступил в конфликт с императором Генрихом IV: он отказался принять ходатайство императора о разводе с его женой Бертой. Взаимная неприязнь возрастала, в 1070 году Генрих попытался навязать в качестве архиепископа Милана, после смерти Гвидо да Велате, Годфрида Кастильоне, в то время как Александр выдвинул Аттоне. Конфликт с императором продолжался до смерти папы Александра, а дальше — и при его преемнике, папе Григории VII.

### Отношения с Константинопольской Церковью
Александр II был первым папой, который возобновил диалог с Константинопольской Церковью с начала Схизмы в 1054 году, в частности, он в 1071 году направил делегацию к византийскому императору Михаилу VII.